# Nordisk lappedykker
Den nordiske lappedykker (Podiceps auritus) er en fugleart af lappedykkere. Fuglen når en længde på 31-38 cm og har et vingefang på 46-55 cm. Fuglen yngler ved ferskvandssøer i det nordlige Europa og Asien samt på afsidesliggende steder i det nordlige USA og i en stor del af Canada. Om vinteren trækker fuglen ud til kysterne. Føden består af mindre vandinsekter, krebsdyr og mindre fisk, der fanges ved dykning.
På den danske rødliste 2019 angives at den som uddød som ynglefugl  i Danmark.>, men hvert år ses nogle få overvintrende fugle i den østlige del af landet, bl.a. på Bornholm og i Furesøen.
På den globale rødliste er den betegnet som sårbar.